# 松江市立玉湯中学校
松江市立玉湯中学校（まつえしりつ たまゆちゅうがっこう）は、島根県松江市玉湯町湯町にあった公立中学校。通称は「玉中」（たまちゅう）。

## 校区
- 校区は、松江市立玉湯小学校、松江市立大谷小学校の通学区域となっている。

## 沿革
- 1947年（昭和22年）4月 - 設立。
- 2005年（平成17年）3月31日 - 松江市立玉湯中学校に改称。
- 2021年（令和3年）3月 - 松江市立玉湯小学校、松江市立大谷小学校との統合による義務教育学校への移行により閉校。
- 2021年（令和3年）4月 - 松江市立義務教育学校玉湯学園として開校。

## 部活動
- 野球部
- 剣道部
- 卓球部
- バレーボール部
- バスケットボール部
- 吹奏楽部